# Ivo Elegović
Ivo Elegović (Dolac kraj Travnika, 1877. — Split, 1959.) bio je hrvatski političar iz BiH.

## Životopis
Rodio se je u Dolcu kod Travnika. Dok je studirao u Zagrebu, aktivno je sudjelovao u djelatnostima frankovačke studentske mladeži, ponajviše se baveći temama koje su se ticale Bosne i Hercegovine. U srpnju 1905. stekao je naslov doktora prava. Pravaši su bili svjesni da bi bilo dobro da u Sabor uđe neki Hrvat iz BiH ili barem neki Hrvat koji ondje živi. Sredinom kolovoza u Travniku je sudjelovao na proslavi društva i čitaonice u Dolcu gdje je uz nazočnost nadbiskupa Stadlera, saborskih zastupnika Vladimira Franka i Ive Elegovića iz Starčevićeve stranke prava te zastupnika Hrvatske stranke prava Vatroslava Brlića održana jedna skupština koja je bila osnovom pokretanja hrvatske organizacije u Bosni i Hercegovini; iz te je organizacije nastala Hrvatska narodna zajednica.
Politikom se počeo baviti kao član Čiste stranke prava. Već sljedeće, 1906. godine postaje zastupnik u Hrvatskome saboru. Izabran je u izbornoj jedinici Klanjcu. Nakon tih izbora kazao je da će i u Hrvatskom saboru biti pobornikom "one neugasive težnje mojih zemljaka onkraj Save, da se i Herceg-Bosna utjelovi materi zemlji Hrvatskoj". Usprkos tome, trpio je svakakve pogrde tijekom izborne kampanje. Tužio se da su ga protivnici nazivali "Bošnjakom" i "Turčinom".
Bio je uhićen neposredno poslije petoprosinačkog krvoprolića 1918. godine kad su Angjelinovićevi policajci pobili hrvatske prosvjednike. 
Poslije je mijenjao svoje političke pozicije; u razdoblju između dvaju svjetskih ratova surađivao je s Narodnom radikalnom strankom. Uz potporu Stojadinovićeve vlade i Jugoslavenske radikalne zajednice, dobio je mjesto javnog bilježnika u Zagrebu.